# Pinguicula casabitoana
Pinguicula casabitoana är en tätörtsväxtart som beskrevs av Jimenez. Pinguicula casabitoana ingår i släktet tätörter, och familjen tätörtsväxter. Inga underarter finns listade i Catalogue of Life.